# Hymenomima tharpa
Hymenomima tharpa là một loài bướm đêm trong họ Geometridae.